# Гасануддін
Гасануддін (12 січня 1631 — 12 червня 1670) — 3-й султан Гови в 1653—1669 роках. Спочатку держава досягла найбільшого політичного і економічного піднесення. Але зрештою зазнав поразки у війні з голландцями. Національний герой Індонезії. Від голландців  дістав прізвисько «Півень Сходу».

## Життєпис
Другий син султана Малікуссаїда. Народився 1631 року в Сунгумінасу, отримавши ім'я Малоормбасі Даенг Маттаванг Мухаммад Бакір Караенгта Бонто Мангапе Султан-Гасануддін. 1653 року після смерті батька посів трон. Змінив ім'я на Султан Мухаммед Гасануддін Султан Гасануддін Тумінанга Рі Балла' Пангкана. Крім титулу султана традиційно взяв титул Сомбая Рі Гова XVI (16-й володар Гови), тим самим підтверджував давність своєї династії.
Продовжив протистояння з Голландською Ост-Індійською компанією, що прагнула встановити свою торговельну монополію на Сулавесі. Для цього зміцнив армію і флот, 1632 року призначив на чолі арсеналу і гармашами англійців-ренегатів. За цим звів потужну фортецю Сомба Опу біля столиці.
1654 року спробував порушити голландську монопольну торгівлю прянощами на о.Амбон. У відповідь голландський флот у 1654—1655 роках блокував Сунгумінасу. 2 лютого 1656 року султан уклав мирну угоду, за якою погодився не укладати союзи з іншими державами, щопорушували б інтереси кожної зі сторін та забороняв султану відправляти торгові флоти на Молуккські острови без дозволу Голландської Ост-Індійської компанії.
1659 року Гасаннудін зажадав, щоб компанія припинила свої атаки на Серам, Буру та Амблау, які були васалами султанату Гова, зацим оголосив, що голландська монополія на торгівлю з Молуккськими отсровами порушила «Божі закони». Обидві сторони стали готуватися до війни. Невдовзі голландці хитрістю захопили важливий фрт Панаккукканг. Спроба його в ідбити завершилася поразкою. За новою угодою султану було заборонено втручатися в справи компанії на островах Менадо, Бутон та Амбон, португальські торгівці повинні були залишити Сунгумінасу, а торговельним суднам султанату заборонялося плавати до островів Банда і Амбон. Також Гасануддін повинен був сплатити контрибуцію, що покривала витрати голландці на військові дії.
1660 року Арунг Палакка з правлячого роду держави Боне повстав проти влади Гасануддіна. Останній завдав тому поразки, змусивши тікати з острова. За цим почав готуватися до нової війни зголландцями. Для цього актвино зміцнював фортеці та оборону власної столиці. Він також відмовився вигнати португальців, на яких розраховував у майбутній війні.
1666 року голландський флот під орудою Корнеліса Спілмана атакував Макасар, до якого увійшли каное султанату Тернате. Арунг Палакка був висаджений на острів Камбаена, звідки почав наступ на Гасануддіна. Той зазнавши поразки 1667 року підписав Бонгайський договір, який обмежив самостійність Гови та можливість міжнародної торгівлі. Проте визнавав права султана наострови Тимор і Флоренс. Через декілька місяців султан розірвав його. В цей час Арунг Палакка спричинив потужне повстання, залучивши до своїх лав 10 тис. вояків. Проте спроба голландського флоту захопити форт Сомба Опу була марною. Але облога Сунгумінасі тривала до 12 і 24 червня 1669 року, коли вороги султана зуміли захопити Сунгумінасі і Срмба Опу відповідно. За угодою Сомба Опу було знищено, а місце передано голландцям, де ті звели форт Роттерадам (в подальшому тут виникло місто, яке на сього є Макасаром, а колишня столиця султаната Сунгумінасу знана як Старий Макасар).
Гасанудід сплатив величезну контрибуцію, після чого зрікся трону на користь сина Аміра Хамзи. З цього часу встановилася політична і економічна залежність від Голландії.
Помер 1670 року. Похований за 7 км на південний схід від Макасара. Зовні гробниці встановлено незвичайний камінь — «Кам'яне крісло».

## Пам'ять
На честь нього названо університет і аеропорт в Макасарі.